# Semele pulchra
Semele pulchra är en musselart som först beskrevs av G. B. Sowerby I 1832.  Semele pulchra ingår i släktet Semele och familjen Semelidae. Inga underarter finns listade i Catalogue of Life.